# أحمد عبد الرحمن (طبيب)
رئيس مكتب  المصريين في الخاررج
د. احمد محمد عبد الرحمن ولد في مارس من عام 1960 في مركز سنورس بمحافظة الفيوم بشمال صعيد 
تفوق في دراسته مما أهله بالالتحاق بكلية طب  التي تخرج منها عام 1985 بتقدير جيد جدا. 
برز نشاطه الطلابي والخدمي بالجامعة وتعاونه مع جميع التيارات السياسية والطلابية بالمدينة الجامعية مما أهله بالفوز بمنصب رئيس اتحاد المدينة الجامعية ل سنة 1981 .
شملهم قرارات الاعتقال في احداث سبتمبر عام 1981 وهو في السنة الثانية من كلية الطب لدوره في الحركة الطلابية في ذلك الوقت تلك الفرصة التي أتاحة له معايشة كبار الاخوان داخل  والتواصل مع باقي التيارات.
بعد تخرجه في منتصف الثمانينيات بتقدير جيد جدا تخصص. رفض فرص تعيينه الذي اتاحها له توفقه في المستشفيات الجامعية بالقاهرة وفضل العودة لمحافظتة  لتطوير المستوي الطبي والإخواني بها.
أسس مستشفي خاصة عام 1995 كأول مستشفي خاص علي مستوي الفيوم والتي بدورها أحدثت طفرة في العمل الطبي في  وقد ترأس مجلس إدارتها حتي توسعت لتصل لعدد 3 مستشفيات قبل ان يتم الحجز عليها ومصادرتها من سلطات الانقلاب مؤخرا. 
حاصل علي العديد من الدورات والشهادات في مجال الادرة وإدارة المؤسسات ومعايير الكفاءة والجودة.

## ادواره داخل الإخوان المسلمين
- التحق بجماعة الاخوان المسلمين في أول سنوات دراسته بالجامعة.
- فور تخرجه من الجامعة إلتحق بالمكتب الإداري للإخوان بمحافظة الفيوم عام 1985 والتي كانت تعاني من ضعف شديد في العمل الإخواني وقتها وقلة الكوادر.
- تولي مسؤليات إدارة مناطق جغرافية مختلفة بالمحافظة وملفات فنية عديدة بالمكتب، وعمل هو إخوانه علي إعادة تأسيس وتطوير العمل الاخواني في الفيوم ليكون أكثر نظاما وشمولا واثرا وتكوين الكوادر القادرة علي استمرار النهوض به.
- في تلك الفترة انضم كعضو في فترات مختلفة للجان المركزية علي مستوي الجمهورية في ملفات مختلفة منها لجنة المهنين التي كان يترأسها في ذلك الوقت أ. محمد مهدي عاكف ولجنة التربية واللجنة السياسية والتنمية الإدارية.

### من عام 2000 إلي عام 2005
- تم اختياره كنائب مسؤول المكتب الإداري للإخوان في الفيوم من عام 2000
- كما اختير ليكون أمين قطاع شمال الصعيد الذي كان يشرف عليه من مكتب الإرشاد عضو مكتب الإرشاد الإستاذ حسن جودة ومن بعده د. محمد بديع.
- وبحكم منصبة كامين لقطاع شمال الصعيد في تلك الفترة تم كان عضو في اللجنة السباعية المركزية لإمانة القطاعات علي مستوي الجمهورية والذي كان يديرها في ذلك الوقت د. محمود عزت بحكم منصبه كإمين عام للجماعة وفي تلك الفترة إيضا اختير ليكون في الإمانه المصغرة لهذه اللجنة السباعية.
- شارك في كعضو مؤسس لجنة التنمية الإدارية في الجماعة ومسؤول عن إنشائها وتطويرها بمحافظة الفيوم.

### من عام 2005 إلي عام 2010
- انتخب رئيس للمكتب الإداري لمحافظة الفيوم عام 2005 .
- استعان به د. محمد بديع عام 2007 في الإمانة العامة لجهاز التربية بالتنظيم العالمي الذي كان يشرف عليها.
- زاد تواصله والاستعانة به من الاستاذ محمد مهدي عاكف في بعض المهام والمسؤوليات نظرا لإدائه المتميز الذي ظهر من خلال التقارير المقدمة لمكتب الإرشاد من جميع اللجان الفنية عن لمحافظة الفيوم بعد توليه المسؤولية فاستعان به في أكثر من مسؤولية واهمها اصر د. محمد مهدي عاكف علي ضمه بشخصة في اللجنة الخماسية التي شُكلت عام 2009 لإجراء انتخابات مكتب إرشاد والمرشد لأول مرة في تاريخ الجماعة بانتخابات كاملة للتأكد من نجاح تجربة كهذه تحدث لإول مرة بالجماعة.

### بعض ملامح فترة رئاسته للمكتب الإداري للفيوم
- خلال رئاسته المكتب الإدراي لحافظة الفيوم استكمل عبد الرحمن مع إخوانه النهوض بالعمل الإسلامي بالمحافظة في الجوانب الإدارية والتربوية، لينتقل العمل الاخواني بالمحافظة من مراحل التأسيس إلي التأثير والفعلية والقوة.
- قام بتغيير النظام الإداري للمحافظة لنظام يركز علي اللامركزية والفاعلية وتحقيق الأهداف والتأثير المستدام أكثر منه في التركيز علي الهياكل الإدارية الكبيرة الغير فعالة والمركزية المضعفه للعمل، ومع التركيز علي العناصر الشابة في تكوين فرق العمل والمتخصصين هو ما ظهر أثره في مؤشرات النجاح وظهور تأثيره في المحافظة قبل قيام الثورة وبعد قيامها واستمرارها حتي اليوم في مقاومة الانقلاب.
- كما أسس لتجارب رائدة في ملفات المرأة والشباب والإعلام والسياسية وإستحدث الملفات الحقوقية والذي تعدي تأثيرها من نطاق المحافظة إلي التأثير علي مستوي الجمهورية، وهو ما دفع مكتب الإرشاد لتكريم المكتب الإداري بالفيوم أكثر من مرة لدوره الفعال في هذه الملفات.
- في الملفات الإعلامية والحقوقية والسياسية عمل علي ابتعاث المتخصصين في هذه الملفات للتدريب والتعليم وعمل في الأماكن المتخصصة لدعم هذه الملفات وقام بتقديم كافة أنواع الدعم المطلوب لإنشاء مؤسسات وفريق عمل فعالة وقوية.

### دوره بعد ثوره 25 يناير
- ومع إرهاصات الدعوات ل 25 يناير أخذ قرار هو اخوانه في الكتب الإداري في الفيوم بالمشاركة بقوة من أول لحظة ل 25 يناير والدفع بعدد كبير من أعضاء الجماعة للمشاركة في هذا اليوم وكذلك إنشاء لجنة للتنسيق مع القوي السياسية الأخرى بالمحافظة للاعداد والترتيب ل 25 يناير.
- تلك الإجراءات والقرارات والتي ترجمت لتحركات قوية وفعالة يوم 25 يناير برزت فيها محافظة الفيوم منذ أول لحظة، مما دفع الإمن لاعتقال الدكتور أحمد مع اثنين من إخوانه بالمحافظة ضمن ال 35 الذين تم اعتقالهم عشية جمعة الغضب في محاولة لإضعاف مشاركة المحافظة في جمعة الغضب.
- بعد ثورة 25 يناير كان في طليعة المجموعة التي أوكلت لها الجماعة تأسيس ووضع برنامج أول حزب لها بعد ثورة 25 يناير حزب الحرية والعدالة الذراع السياسية للاخوان المسلمين، وانتخب به عضو للهيئة العليا للحزب، كما تم تعيينه أمينا عاما للحزب بمحافظة الفيوم، وتبني تجربة ناجحة في المحافظة في كيفية التكامل مع الفصل الاختصاصي بين الجماعة والحزب وإلية التواصل مع الجمهور مما ساهم في تحقيق محافظة الفيوم المركز الأولى على مستوى الجمهورية في خمس استحقاقات انتخابية وأهمها ما سهمت به المحافظة من دور في حسم الصراع الدائر بين الثوة ر المضادة التي كان يمثلها إحمد شفيق والتيار الثوري الذي كان يمثله في ذلك الوقت د. محمد مرسي في جولة الإعادة.

### دوره بعد إنقلاب 3 يوليو
بعد انقلاب 3 يوليو وخروجه من مصر وإصدار اللجنة الإدارية العليا بالداخل قرار بتشكيل مكتب الإخوان في الخارج لإعادة ترتيب ملفات الجماعة السياسية والاعلامية والحقوقية نظرا لما فيها من ضعف، تم اختياره في شهر يناير 2015 ليرئس مكتب الاخوان المسلمين في الخارج بالخارج ولكن سرعان ما ظهر بوادر الخلاف في شهر مارس 2015 وتجدد تكليف اللجنة الإدارة العليا بعد إعادة انتخابها لمكتبه لاستكمال مهامه.

## دوره في العمل العام
- انتخب عضو بنقابة الأطباء بالفيوم في نتخابات 1992
- ترشح عبد الرحمن لمجلس الشعب عام 1995، وانتخب عضوا بمجلس الشعب المصرى عام 2012 برلمان الثورة والتي شارك به في لجان الأمن القومي والصحة، كما انتخب في الجمعية التأسيسية الأولي لدستور 2012 والتي لم تكتمل.
- بعد حل البرلمان أصبح عضوا بمجلس الشورى المصرى 2013، كان يؤمن بضرورة استمرار الحالة الثورية بعد ثورة يناير بمشاركة جميع القوى الوطنية حتي تتحقق أهداف الثورة وذلك ضمن ملامح واضحة تحقق الأهداف ولا تتجاهل الاختلافات وهو ما ظهر في ادائه الشخصي من الستجوابات وطلبات احاطة تحت قبة البرلمان.

## دوره في الملفات السياسية والحقوقية والإعلامية
- ادار ملف الانتخابات في الفيوم في معظم الإستحقاقات انتخابية العامة منذ انتخابات مجلس الشعب عام 1987 والتي تحالف فيها الاخوان مع حزب العمل الإسلامي.حتي الانتخابات مجلس الشعب في 2010 قبل قيام ثوة ر 25 يناير
- قاد بنفسه مظاهرات الإصلاح بالفيوم عام 2005 والتي كانت مظاهرات الفيوم فيها من أقوي الحافظات وتم اعتقاله من وسطها.
- تميز الملفات الحقوقية والاعلامية والسياسية بالفيوم خلال فترة تولي عبد الرحمن رئاسة المكتب الادراي أدي إلي صراع طاحن مع أجهزة الدولة محورة «حرية وطن» والذي عمل من خلاله علي العمل بأخذ زمام المباردة لخلخلة اركان حكم الاستبداد والظلم في مصر وفضح المسكوت عنه من انتهاكات للمواطن المصري.
- كان له دور بارز في فضح والإعلان بشكل إعلامي وحقوقي عن أول حالة تعذيب حتي الموت في قسم شرطي لمواطن عام 2007 حدثت في قسم بندر الفيوم والتي فتحت من بعدها ملف التعذيب والقتل في باقي أقسام الشرطة والذي ظل مسكوت عنه لفترات طويلة مما عرضه للاعتقال.
- كذلك اعتمد منظومة رصد حقوقية وإعلامية قوية خلال انتخابات 2005 وظهر اثرها بقوة في انتخابات 2010 والتي تصدر بها الفيوم اعلي معدل لمحافظة في الكشف وفضح التزوير الممنهج في الانتخابات مجلس الشعب
- ولم يحصر عبد الرحمن دور هذه المنظومة فقط علي دعم العمل الاخواني بل استخدمها في نصرة كل مظلوم مهما كان توجهه وانتمائه، لذلك لم يتواني أو يتردد عن دعم وإبراز اضراب الطبيب الذي تم تعذيبه في مقر أمن الدولة بالفيوم نتيجة مواقفة السياسية الداعمة لمطالب التغيير التي دعا إليها د. البرادعي
- تعاون د. احمد مع حملة د. البرادعي لانجاح ترتيبات زيارة د. البرادعي لمحافظة الفيوم عشية تخلي جبهة التغيير الوطني عن د. البرادعي، الزيارة التي يعتبرها الكثيرون الإعلان عن الاصطفاف الوطني للجماهير باختلاف توجهاتها علي المبادي السبعة للتغيير.
- كل هذا وغيره عمل علي ان تكون الفيوم أثناء رئاسته للمكتب الإداري من أكثر المحافظات التي عملت علي فضح الوجه القبيح للنظام والذي مهد بدوره إلي إبراز قضايا كانت تعد من المحرمات والتي أدت في النهاية إلي ثورة 25 يناير.